# Gods of Metal
Gods of Metal es un festival de música que se realiza en Italia cada año desde 1997, inicialmente durante los primeros días de junio, aunque en los últimos años se ha desarrollado en la última semana de mencionado mes. Sus primeras ediciones se celebraron en Milán, pero desde el 2000 se ha llevado a cabo en otras ciudades como Monza, Bolonia, Rho y en Collegno.
Su primer evento contó con solo siete bandas cuyo líder de cartel fueron los estadounidenses Manowar. Con el pasar de los años incluyeron más bandas convirtiéndose en el festival más grande del país y desde mediados de los años 2000 se considera como uno de lo más importantes de Europa.
Tras más de diez años de producción a cargo de la empresa Live in Italy, todos los derechos fueron adquiridos por la compañía Live Nation en el 2010. A pesar de que su última versión se realizó en el 2012, la compañía no confirma el término del festival.

## Lista de artistas invitados

### Versión de 1997
Celebrado el 7 de junio en el recinto Palavobis de Milán.
| Sábado 7 de junio                                                  |
| Manowar Angra Rage Grave Digger Moonspell Mashina Vremeni Eldritch |

### Versión de 1998
Celebrado el 6 de junio en el Forum Open Air Arena de Milán.
| Sábado 6 de junio                                                                                       |
| Black Sabbath Pantera Helloween Stratovarius Gamma Ray Blind Guardian Iced Earth Coal Chamber Labyrinth |

### Versión de 1999
Celebrado el 5 y 6 de junio en el Forum Open Air Arena de Milán.
| Sábado 5 de junio                                                                                               | Domingo 6 de junio                                                                                        |
| Metallica Stratovarius Mercyful Fate Biohazard Overkill Monster Magnet Space Age Playboys Lacuna Coil Cappanera | Manowar Motörhead Angra HammerFall Iron Savior Nevermore Mashina Vremeni Skyclad Avalon Headstone Epitaph |

### Versión de 2000
Celebrado el 10 y 11 de junio en el Stadio Brianteo de Monza.
| Sábado 10 de junio                                                                                           | Domingo 11 de junio                                                                                                  |
| Iron Maiden Demons & Wizards Dark Tranquility Sentenced Edguy Domine Dirty Deeds Khali Theatres des Vampires | Slayer Slipknot Methods of Mayhem Testament In Flames The Kovenant Death SS Necrodeath Magazzini Della Comunicazione |

### Versión de 2001
Celebrado el 9 de junio en el Palavobis de Milán.
| Sábado 9 de junio |
| Judas Priest Megadeth Savatage Motörhead Gamma Ray Cradle of Filth Rhapsody W.A.S.P. Nevermore Kamelot Wine Spirit Eldritch Benediction Beholder Sungift Secret Sphere Centurion Sigma |

### Versión de 2002
Celebrado el 8 y 9 de junio en el Stadio Brianteo de Monza.
| Sábado 8 de junio                                                                        | Domingo 9 de junio                                                                                              |
| Slayer Halford Kreator Sodom My Dying Bride Soil III Niño Anti-Product Mushroomhead Node | Manowar Blind Guardian Running Wild Shaaman Symphony X Virgin Steele Domine Doro Metalium Blaze Mashina Vremeni |

### Versión de 2003
Celebrado el 8 de junio en el Palavobis de Milán.
| Sábado 8 de junio |
| Whitesnake Queensrÿche Motörhead Saxon Destruction Grave Digger Angra Pain of Salvation Vision Divine Thoten Mantra DGM Madhouse |

### Versión de 2004
Celebrado el 5 y 6 de junio en el Arena Parco Nord de Bolonia.
| Sábado 5 de junio                                                                                 | Domingo 6 de junio |
| Judas Priest Stratovarius UFO Nevermore Symphony X Anathema Rage Domine Into Eternity Dark Lunacy | Alice Cooper Testament Motörhead Twisted Sister W.A.S.P. The Quireboys Sodom Naglfar Stormlord Through Solace Dragonforce |

- Nota: debido a una fuerte lluvia la presentación de UFO fue cancelada, mientras que Stratovarius tocó al día siguiente entre The Quireboys y W.A.S.P.

### Versión de 2005
Celebrado el 11 y 12 de junio en el Arena Parco Nord de Bolonia.
| Sábado 11 de junio                                                                                 | Domingo 12 de junio                                                                                |
| Iron Maiden Slayer Lacuna Coil Obituary Strapping Young Lad Dragonforce Mastodon Mudvayne Evergrey | Mötley Crüe Megadeth Anthrax Accept Yngwie Malmsteen Black Label Society HammerFall Extrema Exilia |

### Versión de 2006
Celebrado el 1, 2, 3 y 4 de junio en el parque Idroscalo de Milán.
| Jueves 1 de junio                                                       | Viernes 2 de junio | Sábado 3 de junio                                                                                              | Domingo 4 de junio                                                                                                   |
| Venom Opeth Down Testament Nevermore Satyricon Sodom Amorphis Cappanera | Strana Officina Fire Trails Extrema Vision Divine Necrodeath Domine Noviembre Stormlord Infernal Poetry White Skull Mellow Toy Boom Perfect Picture | Whitesnake Def Leppard Motörhead Helloween Stratovarius Gamma Ray Angra Edguy Sonata Arctica Crucified Barbara | Guns N' Roses Korn Deftones Alice in Chains Stone Sour Soulfly Bloodsimple Dragonforce Helfueled Benedictum 10 Years |

### Versión de 2007
Celebrado el 2, 3 y 30 de junio en el parque Idroscalo de Milán. Es la primera y única edición que se dividió en dos partes; a principios y fines de mencionado mes.
| Sábado 2 de junio                                                                           | Domingo 3 de junio                                                                                 | Sábado 30 de junio                                                                                      |
| Mötley Crüe Velvet Revolver Scorpions Thin Lizzy White Lion Tigertaliz Eldritch Planet Hard | Heaven and Hell Dream Theater Blind Guardian Dimmu Borgir Dark Tranquility Symphony X Anathema DGM | Ozzy Osbourne Korn Megadeth Black Label Society Type O Negative Sadist Deathstars Slowmotion Apocalypse |

### Versión de 2008
Celebrado el 27, 28 y 29 de junio en el Arena Parco Nord de Bolonia.
| Viernes 27 de junio                                                                                | Sábado 28 de junio | Domingo 29 de junio                                                                                                |
| Iron Maiden Avenged Sevenfold Rose Tattoo Apocalyptica Airbourne Lauren Harris Black Tide Kingcrow | Slayer Carcass Meshuggah Testament At the Gates The Dillinger Escape Plan Between the Buried and Me Stormlord Brain Dead | Judas Priest Iced Earth Yngwie Malmsteen Morbid Angel Obituary Enslaved Fratello Metallo Infernal Poetry Nightmare |

### Versión de 2009
Celebrado el 28 y 29 de junio en el Stadio Brainteo de Monza.
| Viernes 28 de junio                                    | Viernes 28 de junio                                                      | Sábado 29 de junio                                                                         | Sábado 29 de junio                                   |
| Escenario L                                            | Escenario R (Crüe Fest Stage)                                            | Escenario L                                                                                | Escenario R                                          |
| Heaven and Hell Queensrÿche Edguy Epica Voivod Extrema | Mötley Crüe Tesla Lita Ford Marty Friedman Backyard Babies Lauren Harris | Dream Theater Blind Guardian Saxon (cancelado) Tarja Turunen Cynic The Black Dahlia Murder | Slipknot Carcass Down Mastodon Napalm Death Static-X |

### Versión de 2010
Celebrado el 25, 26 y 27 de junio en el Parco della Certosa Reale de Collegno.
Escenario 1
| Viernes 25 de junio                                                                                     | Sábado 26 de junio                                                  | Domingo 27 de junio                                                                                     |
| Killswitch Engage Fear Factory DevilDriver As I Lay Dying Atreyu Job for a Cowboy Unearth 36 Crazyfists | Lordi Amon Amarth Raven Exodus Behemoth Orphaned Land Sadist Ex Deo | Motörhead Bullet for My Valentine Cannibal Corpse U.D.O. Saxon Devin Townsend Project Labyrinth Sabaton |

Escenario 2
| Viernes 25 de junio            | Sábado 26 de junio        | Domingo 27 de junio     |
| Amphitrium Dragonia Death Army | Nashwuah Subhuman Kaledon | Soulfly Van Canto Anvil |

### Versión de 2011
Celebrado el 22 de junio en el Arena Fiera de Rho.
| Miércoles 22 de junio                                                                                      |
| Judas Priest Whitesnake Europe Mr. Big Cradle of Filth Epica Loaded Cavalera Conspiracy Baptizied in Blood |

### Versión de 2012
Celebrado el 21, 22, 23 y 24 de junio en el Arena Fiera de Rho.
| Jueves 21 de junio                                                                                           | Viernes 22 de junio | Sábado 23 de junio                                                                                   | Domingo 24 de junio |
| Manowar Children of Bodom Amon Amarth Unisonic Cannibal Corpse HolyHell Adrenaline Mob Arthemis Clairvoyants | Guns N' Roses Within Temptation Sebastian Bach Killswitch Engage Black Stone Cherry Rival Sons Soulfly Ugly Kid Joe AxeWound Cancer Bats | Mötley Crüe Slash The Darkness Gotthard Hardcore Superstar Black Veil Brides Lizzy Borden Planethard | Ozzy and Friends Opeth Black Label Society Lamb of God Trivium DevilDriver August Burns Red Kobra and the Lotus I Killed the Prom Queen |

### Versión de 2016
Celebrado el 2 de junio en el Autodromo Nazionale di Monza.
| Jueves 2 de junio                                                                                              |
| Rammstein Korn Megadeth Sixx:A.M. Gamma Ray Halestorm The Shrine Jeff Angell’s Staticland Planethard Overtures |